# Старе Межвиці
Старе Межвиці (пол. Stare Mierzwice) — село в Польщі, у гміні Сарнаки Лосицького повіту Мазовецького воєводства. Населення — 85 осіб (2011).

## Історія
За даними етнографічної експедиції 1869—1870 років під керівництвом Павла Чубинського, у селі Межвиці переважно проживали греко-католики, які розмовляли українською мовою.
У 1975—1998 роках село належало до Білопідляського воєводства.

## Демографія
Демографічна структура станом на 31 березня 2011 року:
|          | Загалом | Допрацездатний вік | Працездатний вік | Постпрацездатний вік |
| -------- | ------- | ------------------ | ---------------- | -------------------- |
| Чоловіки | 38      | 4                  | 28               | 6                    |
| Жінки    | 47      | 4                  | 27               | 16                   |
| Разом    | 85      | 8                  | 55               | 22                   |